# Love: Destiny
Love: Destiny é o primeiro EP lançado pelo girl group americano Destiny's Child, em 2001. O álbum tem uma música inédita, quatro remixes do álbum The Writing's on the Wall e dois do álbum Survivor. o álbum foi vendido exclusivamente pela Target Corporation ao mesmo tempo que o álbum Survivor.
O álbum teve como promoção comercial um comercial dirigido pelo diretor Joseph Kahn, o comercial usava a música "Bootylicious (Love: Destiny Version)", que tem uma letra diferente da versão mostrada no álbum Survivor.

## Faixas
| N.º | Título                                                                                 | Compositor(es)                                                                                                   | Duração |  |
| 1.  | "My Song"                                                                              | Beyoncé Knowles, D'wayne Wiggins, J. R. Rotem                                                                    | 4:02    |  |
| 2.  | "Bootylicious (Versão Love: Destiny)"                                                  | Knowles, Rob Fusari, Falonte Moore, Stevie Nicks                                                                 | 3:25    |  |
| 3.  | "Survivor (Victor Calderone Club Mix)"                                                 | B. Knowles, Anthony Dent, Mathew Knowles                                                                         | 9:26    |  |
| 4.  | "Bug a Boo (Refugee Camp Remix)" (featuring Wyclef Jean)                               | Kevin "She'kspere" Briggs, Kandi Burruss, Knowles, LeToya Luckett, LaTavia Roberson, Kelly Rowland               | 4:02    |  |
| 5.  | "So Good (Digital Black-N-Groove Club Mix)"                                            | Briggs, Burruss, Knowles, Luckett, Roberson, Rowland                                                             | 7:43    |  |
| 6.  | "Say My Name (Timbaland Remix)" (featuring Timbaland & Static)                         | Jerkins, Fred Jerkins III, LaShawn Daniels, Knowles, Luckett, Roberson, Rowland, Timothy Mosley, Stephen Garrett | 5:01    |  |
| 7.  | "Jumpin', Jumpin' (So So Def Remix)" (featuring Jermaine Dupri, Da Brat & Lil Bow Wow) | Rufus Moore, Chad Elliott, Knowles, Jermaine Dupri, Shawntae Harris                                              | 3:45    |  |